# Wangan Midnight: The Movie
Wangan Midnight: The Movie es una película japonesa de 2009 escrita por Yasutoshi Murakawa y dirigida por Atsushi Muroga, siendo una adaptación en imagen real basada en la serie de manga y anime del mismo título de Michiharu Kusunoki. La película está protagonizada por Yūichi Nakamura, Kazuki Katō y Rio Matsumoto.

## Argumento
Mientras conduce en la autopista Shuto de Tokio en un Nissan Fairlady Z (300ZX), el estudiante de secundaria Akio Asakura (Yūichi Nakamura) desafía al Porsche 911 Turbo (964) conocido como "Blackbird", cuyo conductor es Tatsuya Shima (Kazuki Katō), a una carrera improvisada a pesar de tener a su amigo, Masaki Takahashi (Kōsuke Yonehara), en el asiento del pasajero y dos chicas en la parte de atrás, pero es derrotado.
Decidido a conducir un automóvil más rápido, sigue a su amigo mecánico Kota Takahashi (Masaki Sata) a un depósito de chatarra al escuchar que hay disponible un nuevo modelo. Mientras se encuentra en el depósito de chatarra, ve el cuerpo desechado de un Nissan Fairlady Z (S30) de color azul medianoche, equipado con un motor L28 biturbo de 3.1 litros sintonizado.
Atraído por él, intenta comprarlo, pero el propietario del depósito de chatarra, Kuro (Shun Sugata), se niega, ya que el propietario anterior le dijo a Kuro que desechara el automóvil porque estaba maldito. En la noche, después de decirle a Kota que recuerda haber visto este auto hace unos años, finalmente aceptan comprarlo. Akio vende su 300ZX para financiar la compra, para exasperación de Masaki.
Al probar el automóvil después de su restauración en la carretera, Kuro llama a Kota advirtiéndole que el Z que Akio compró, es "The Devil Z (en japonés: 悪魔の Z, Akuma no Zetto)", un antiguo auto de carreras de Wangan que es infame causando accidentes, como si el auto estuviera rebelándose contra su conductor. A pesar de las advertencias de Kota y Masaki, Akio continúa pasando tiempo con él, eventualmente toma dos trabajos de medio tiempo para apoyar su interés y se ve obligado a repetir la secundaria debido a su falta de asistencia.
Finalmente, sus actividades captan la atención de otros, como su nueva maestra de salón, Rumi Shimada (Maimi Okuwa), quien conoce su obsesión por los automóviles con su ausencia debido a ello, y también a Shima, que compitió contra el Devil Z en el momento del último accidente del Z hace dos años antes, que mató al conductor del Z (que casualmente también se llamaba Akio Asakura (Shin'ichirō Ishikawa)). Ambos compiten, pero Akio choca contra algunas obras viales después de perder el control del automóvil.
Dos semanas después del accidente, Akio se encuentra con Shima mientras trabajaba en una estación de servicio local, cuando también conoce a Eriko Asakura (Ryōko Kobayashi), la hermana del fallecido Akio y el interés amoroso de Shima. Mientras está ahí, Akio emite un desafío formal a Shima una vez que su Z ha sido reparada. En la misma noche del desafío, Rumi viene a visitar a Akio con ganas de viajar con él en su Z. Akio, sin embargo, le ruega que no pueda hacerlo esa noche, evitando que lo conozca mejor.
Después de lo cual, Akio, Kota y Masaki esperan a Shima, junto con Eriko. Reina Akikawa (Rio Matsumoto), una modelo, aparece y muestra su interés en los automóviles también, ya que ella tiene un Nissan Skyline GT-R (R34). Akio invita a Eriko a cabalgar con él mientras él y Shima corren, para demostrar que el Z ya no es como el Z que manejó su hermano. Junto con Masaki cabalgando junto a Kota y Reina siguiendo, a través de la carrera Akio pierde el control nuevamente, pero lo salva de golpear la barrera.
Reina pasa por un cambio de trabajo para convertirse en actriz y aprende de Akio sobre su pasión por la carrera. Al conocer sus pobres habilidades sociales debido a las carreras, aprende a través de otros cuál es su pasión por las carreras, incluso conoce a su mánager Yoshiaki Ishida (Yoshihiko Hakamada), a quien también le mintió comúnmente en las carreras (puesto que él tenía un Ferrari F355).
Eriko, al conocer la dirección de Akio después de convencer al gerente de la estación de servicio de que es una hermana debido a la similitud del nombre, luego visita a Akio para decirle que se va al extranjero y solicita un último viaje en el Z. Cuando llegan a la casa de Eriko, donde Shima estaba esperando, Eriko roba el Z con la llave de repuesto que aún le pertenecía a su hermano. Luego se dirige hacia los muelles, con Akio y Shima en la búsqueda, con el plan de tirar el Z en la bahía.
Akio logra detener el Z justo a tiempo, con Eriko devastada por no poder destruirlo ella misma. En medio de esto, Akio y Shima acuerdan una última carrera en Wangan para determinar quién es el más rápido de una vez por todas. Akio, junto con Kota, vuelven a sintonizar el Z por completo, mientras que Shima envía su Blackbird a un experto para que haga lo mismo. La ausencia de Akio en la escuela debido al reajuste, llama la atención de Rumi, quien tiene la esperanza de que Akio regrese pronto a la escuela.
Mientras compiten, un camionero descontento le pregunta a otro por el camino para "asustar" a Akio y Shima sabiéndolos como corredores que molestan la carretera. Cuando los autos se acercan al camión que conduce, el conductor del camión se desvía lentamente frente a Shima, pero Akio acciona los frenos para que el camión golpee a Akio en lugar de Shima, lo que hace que se desvíe. Sin embargo, el Z monta el bordillo interior y rueda después de golpear la barandilla. Akio y Eriko logran escapar del destrozado Z antes de que estallara en llamas. Shima ayuda a Akio a levantarse mientras observan el Z en llamas, que se puede ver a través de la carretera con Reina conduciendo y vislumbrando, sorprendida.
Al día siguiente, Eriko se va de Japón para estudiar en Inglaterra. Mientras está ahí, recibe una carta de Shima, diciéndole que las cosas se están arreglando con Akio manteniendo el Z quemado, y planea competir una vez más. Mientras se repara el Z, Akio finalmente asiste a la escuela, aunque con lesiones sufridas por el accidente y Rumi se alegra de ver su presencia una vez más. Cuando Kota y Masaki llegan un día al garaje de Akio, ven la puerta de su persiana parcialmente abierta con sonidos que salen del garaje.
En la escena de los créditos posteriores, Shima se detiene a la mitad del pasillo de un hospital y escucha el sonido del Z. Sonriendo, se aleja con el mensaje en pantalla, "ha vuelto".

## Reparto
- Yūichi Nakamura como Akio Asakura.
- Kazuki Katō como Tatsuya Shima.
- Rio Matsumoto como Reina Akikawa.
- Ryōko Kobayashi como Eriko Asakura.
- Yoshihiko Hakamada como Yoshiaki Ishida.
- Masaki Sata como Kota Takahashi.
- Kōsuke Yonehara como Masaki Takahashi.
- Maimi Okuwa como Rumi Shimada.
- Shun Sugata como Kuro (propietario del depósito de chatarra).
- Shin'ichirō Ishikawa como Akio Asakura (difunto y anterior dueño del Z).

## Producción
La película fue filmada en San Mateo y Rizal de Zamboanga del Norte, Filipinas, como un sustituto de las escenas de carreras de autopistas. Al igual que la serie de anime anterior, se centra en "Devil Z" de Akio Asakura y la rivalidad con "Blackbird" de Tatsuya Shima.

## Lanzamiento
La película se estrenó en los cines japoneses el 12 de septiembre de 2009.